# Melodrama

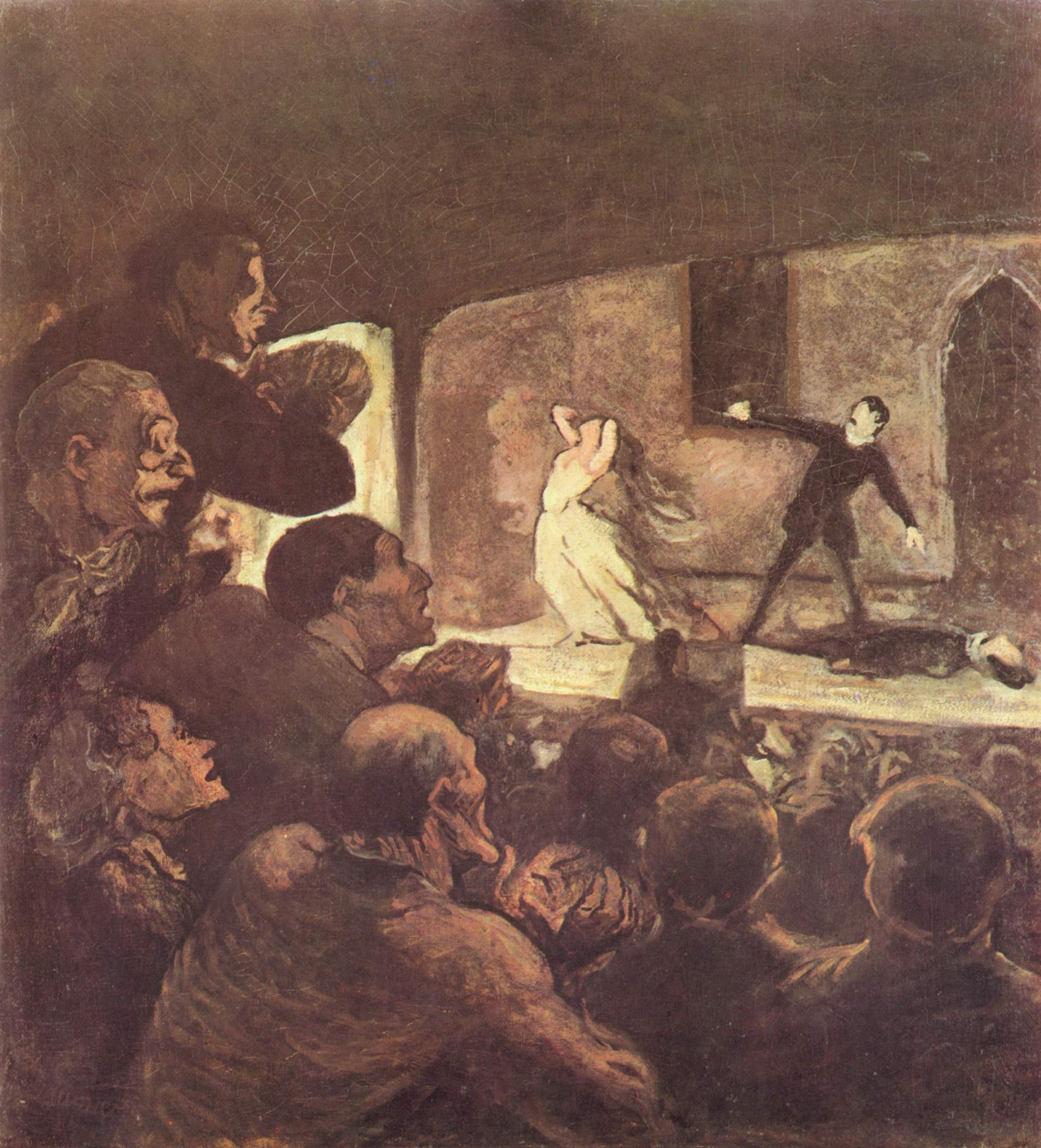
A pintura Mélodrame, por Honoré Daumier (1856-1860), representando típica cena parisiense como ocorria na Boulevard du Temple; óleo em tela, atualmente mantido na Nova Pinacoteca de Munique, Alemanha.

O termo melodrama tem significados muitas vezes contraditórios e é aplicado com diferentes significados a formas artísticas diversas e ocorrências variadas e/ou em distintas ocorrências dentro dos meios de comunicação de massas. Originário do grego μέλος = canto ou música + δράμα = ação dramática, refere-se, algumas vezes, a um efeito utilizado na obra, outras como estilo dentro da obra e outras como gênero. Existe desde o século XVII principalmente na ópera, no teatro, na literatura, no circo-teatro, no cinema, no rádio e na televisão. Ele será melhor entendido se reconhecermos algumas de suas diferenças nos meios ou formas artísticas em que ocorre.
Na televisão é utilizado em telenovelas com cunho romântico, calçada no sofrimento dos protagonistas e na indução do público ao choro.

## Ópera
Em sua aplicação em ópera, o termo português melodrama tem significados distintos dependendo do meio (italiano, francês, ou alemão) ao qual se refere. O termo italiano correspondente é melodramma, que foi utilizado desde o final do século XVI como sinônimo de ópera, sendo esse seu significado mais genérico. O termo francês imediatamente correspondente é mélodrame, que foi utilizado desde meados do século XVIII com o mesmo significado genérico que o termo italiano. O termo alemão imediatamente correspondente é (das) Melodram, que foi utilizado desde o final do século XVIII em sentido muito mais específico, significando um recurso dramatúrgico-musical em meio à ópera, designando um trecho ou cena em que há execução falada do texto com acompanhamento simultâneo de música instrumental. Adicionalmente, há também o termo francês scène lyrique, também de meados do século XVIII, que tem significado específico parcialmente correspondente àquele do termo alemão, com a diferença que esse outro termo francês refere-se a um trecho ou cena com texto falado alternando com intervenções de música instrumental. Dentre todos esses significados, o significado mais utilizado em estudos musicológicos é aquele relacionado ao termo alemão; portanto, é mais apropriado utilizar o termo em alemão Melodram, do que o termo em português, ou qualquer dos outros. (O texto a seguir trata apenas dos significados específicos em alemão e em francês.)
Embora o termo e significado de Melodram seja mais característico e definido na ópera Romântica (Fidelio, de Beethoven; Der Freischütz, de Weber; Ariadne auf Naxos, de R. Strauss), pode-se considerar uma origem no meio alemão na primeira metade da década de 1770, ainda no meio exclusivamente teatral (não no operístico). Em 1775, foi estreada a peça teatral Ariadne auf Naxos, com texto de Johann Christian Brandes (1722-1795) e música incidental de Georg Anton Benda (1722-1795). Diferente da ópera homônima de Richard Strauss, essa peça setecentista é um duodrama (obra teatral para dois personagens) que havia sido escrito entre 1772 e 1773, recebendo alguns poucos números musicais de Anton Schweitzer (1735-1787), mas teve sua música finalizada Benda, que compôs claros acompanhamentos simultâneos a alguns dos trechos falados. Em seu significado e uso mais definidos como recurso operístico, o termo Melodram refere-se a trechos de recitativo ou de recitativo arioso em que há execução falada (não cantada) acompanhada pela música orquestral. Há casos, com na cena "Wolfs Glen" ("Clareira do lobo", ou "Vale do lobo", ou "Desfiladeiro do lobo"), na ópera Der Freischütz (1821), em que trechos de Melodram de um personagem (Samiel) se alternam, no mesmo número musical, com trechos cantados de outro personagem (Kaspar).
Os termos em francês, mélodrame (genérico) e scène lyrique (específico), foram ambos utilizados pelo ilusionista francês Jean-Jacques Rousseau (1712-1778); o primeiro como sinônimo de ópera e suas transformações na França, o segundo utilizado inicialmente para definir suas pretensões de utilização de música para sua peça teatral Pygmalion (?1762-1770). Essa peça teatral, com texto aparentemente iniciado em 1762, foi apresentada somente em 1770, com música por Horace Coignet (1735-1821) e possivelmente alguns números pelo próprio Rousseau. Num comentário sobre a Alceste de Gluck (Lettre à M. Burney sur la musique, avec fragmens d’observations sur l’Alceste italien de M. le chevalier Gluck, ca. 1777), Rousseau define o recurso no qual a fala e a música não ocorrem simultaneamente, mas alternam-se para que as frases musicais anunciem e preparem as frases faladas ("la phrase parlée est de quelque sort annoncée et préparée par la phrase musicale"). Uma das versões de Pygmalion de Rousseau, com música de Anton Schweitzer, foi assistida em Weimar por J. C. Brandes e sua esposa (a atriz Charlotte Brandes), para quem foi concebido o duodrama Ariadne auf Naxos, a partir dos exemplos da peça de Rousseau. Na realidade, no ambiente francês é controversa a identificação de significado análogo ao Melodram alemão, pois o termo scène lyrique foi inicialmente aplicado por Rousseau como referência ao gênero teatral de seu Pygmalion, não diretamente como termo descritivo de um recurso dramatúrgico-musical.
Em suma, tanto o conceito alemão quanto o francês foram originados no ambiente do teatro falado e, em certa medida, derivados de conceitos desenvolvidos por Rousseau, embora o uso operístico tenha se fixado mais em relação ao termo e conceito final alemães. Portanto, em concordância com a tendência musicológica, é prudente que o termo melodrama (com grafia portuguesa, semelhante ao italiano melodramma) seja reservado como sinônimo de ópera, e que apenas o termo Melodram (com grafia alemã) seja utilizado como descritor do recurso dramatúrgico-musical de recitativo falado com acompanhamento instrumental.

## Teatro
Se na ópera este termo distingue uma forma ou estilo musical, o melodrama teatral surge oficialmente como gênero em 1800 com a obra Coeline, de René-Charles Guilbert de Pixérécourt, definindo um tipo complexo de espetáculo cênico iniciado após a Revolução Francesa. Com forte influência do teatro das feiras e da pantomima utiliza máquinas, cenas de combate e danças para construção de suas cenas e conta, em sua construção dramática, com a alternância de elementos da tragédia e da comédia.
O melodrama teatral surgiu com grande sucesso de público em temporadas que, pela primeira vez na história do teatro, ultrapassaram as mil representações, isto o fez o primeiro gênero teatral de características internacionais. Seu fundador é o dramaturgo frances René-Charles Guilbert de Pixérécourt (1773-1844) e os principais representantes em outros países são: o inglês Thomas Holcroft (1745-1809) seu introdutor na Grã Bretanha, o alemão August Friederich von Kotzebue (1761-1819) e, nos Estados Unidos, Dion Boucicault (1822-1890).
Seu sucesso duradouro o tornou no principal gênero teatral e literário do século XIX e, posteriormente, fez com que o melodrama teatral fosse absorvendo e exportando elementos a todos os estilos, formas e gêneros artísticos que surgiram durante este período, principalmente o folhetim.
Ao final do século XIX, as novas propostas estéticas que surgiam, entre elas o naturalismo, acabaram negando muitas das formas super utilizadas de interpretação do melodrama, que foram consideradas antinaturais, o que disseminou um excessivo valor negativo a tudo que fosse considerado melodramático, que se tornou sinônimo de uma interpretação exagerada, antinatural, assim como de efeitos de apelo fácil à plateia. O início da cultura de massas no século XX veio trazer mais confusão a este gênero de sucesso.

## Cinema

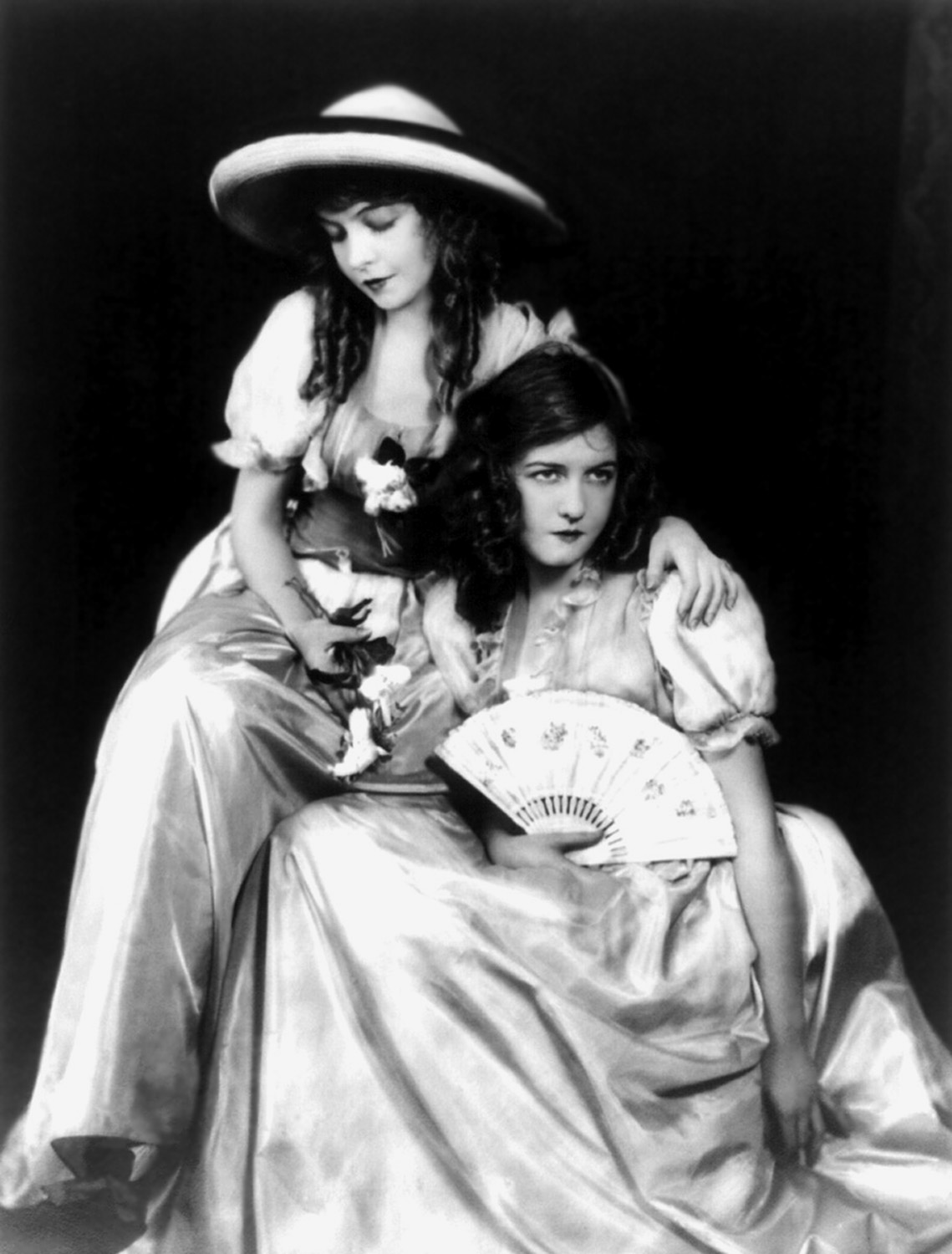
Les Deux Orphelines (1921), de D. W. Griffith.

O melodrama no cinema aporta diferentes significados, os filmes de aventura e ação das duas primeiras décadas do século XX eram chamados de melodrama naquela época e foi o gênero de grande sucesso durante a fase muda do cinema, com grande influência do teatro popular e do vaudeville de onde vinham a maioria de seus artistas.
Por outro lado, na segunda metade do século XX, os filmes dirigidos a um certo público feminino, de características totalmente distintas dos filmes de ação, também foram chamados melodrama.
É comum  nomear alguns elementos da técnica de interpretação de clown ou palhaço como melodrama. O clown utiliza-se algumas vezes do estilo melodramático como um recurso, uma paródia ou uma distorção, sendo que a interpretação do clown por outro lado pode se dirigir comumente a um estilo de interpretação contido, o que evita a gestualidade ou o exagêro "melodramático".

## Televisão
Com o surgimento das radionovela e, posteriormente, das telenovelas, o termo melodrama passou a ser empregado em histórias românticas com sentimentalismo exagerado através do sofrimento dos protagonistas para levar a platéia ao choro. Pouco utilizado no Brasil, é comumente usado em novelas mexicanas.

## Circo
O melodrama apresentado no circo brasileiro é uma forma constante de manifestação teatral circense que pode ocorrer entre as atrações do circo. De certa forma segue algo do estilo do melodrama teatral do final do século XIX, desenhado em ações, com conflitos polarizados, através de uma dramaturgia simples, baseada em conflitos familiares, atuado de uma forma grandiosa ou exagerada, tendo em vista os padrões de interpretação atuais que sublinham o natural.